# ابراهیما ترائوره
ابراهیما ترائوره (انگلیسی: Ibrahima Traoré؛ زادهٔ ۲۱ آوریل ۱۹۸۸) بازیکن فوتبال اهل فرانسه است که در پست هافبک بازی می‌کند.
از باشگاه‌هایی که در آن بازی کرده‌است می‌توان به باشگاه فوتبال هرتابرلین، باشگاه فوتبال اشتوتگارت، باشگاه فوتبال آگسبورگ، باشگاه فوتبال بروسیا مونشن‌گلادباخ
وی همچنین در تیم ملی فوتبال گینه بازی کرده‌است.